# Голова Христа (Рембрандт, Нью-Йорк)
«Голова Христа» — картина з майстерні Рембрандта, датована 1650-ми роками. Зображує Христа з бородою і довгим темним волоссям. Знаходиться в колекції Метрополітен-музею (за заповітом Ісаака Д. Флетчера, котрий придбав картину в Парижі, у 1912 році, за $55,000).

## Опис
Рембрандт створив кілька однакових картин, котрі відрізняються лише позицією голови. Відомо близько десяти варіантів. Зберігалася у Амстердамі, Гарлемі (з 1759), Парижі (з 1883), у 1910–12 потрапила до США.

Картина була включена до більшості каталогів Рембрандта 20-го століття, але проект «Рембрандт» не зміг підтвердити авторство хужожника. Не зважаючи на це, полотно асоціюється з майстернею Рембрандта, і часто порівнюється з іншими «головами». У 2011 картину виставляли у Детройті, Філадельфії та Луврі.

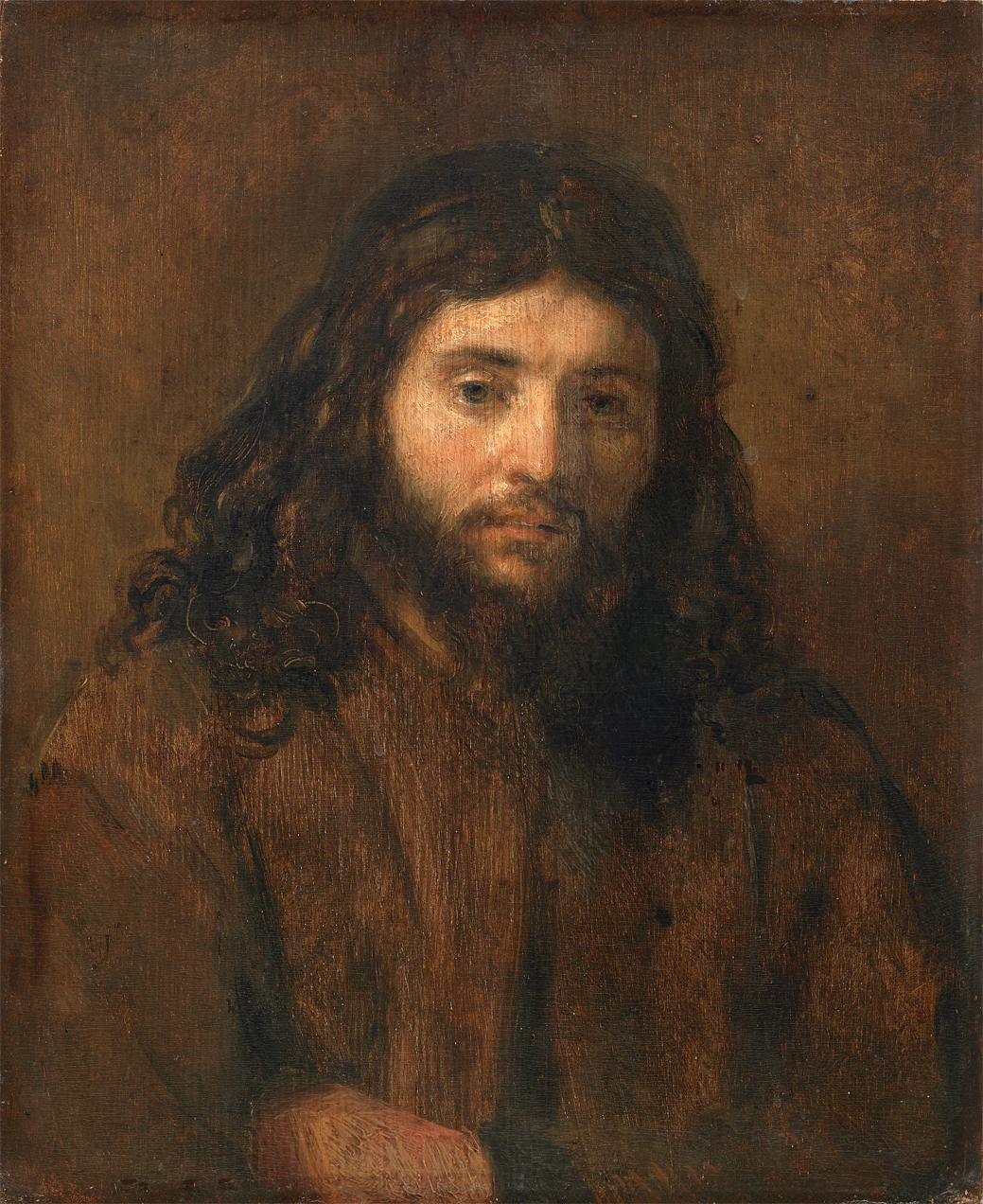
Бредіус
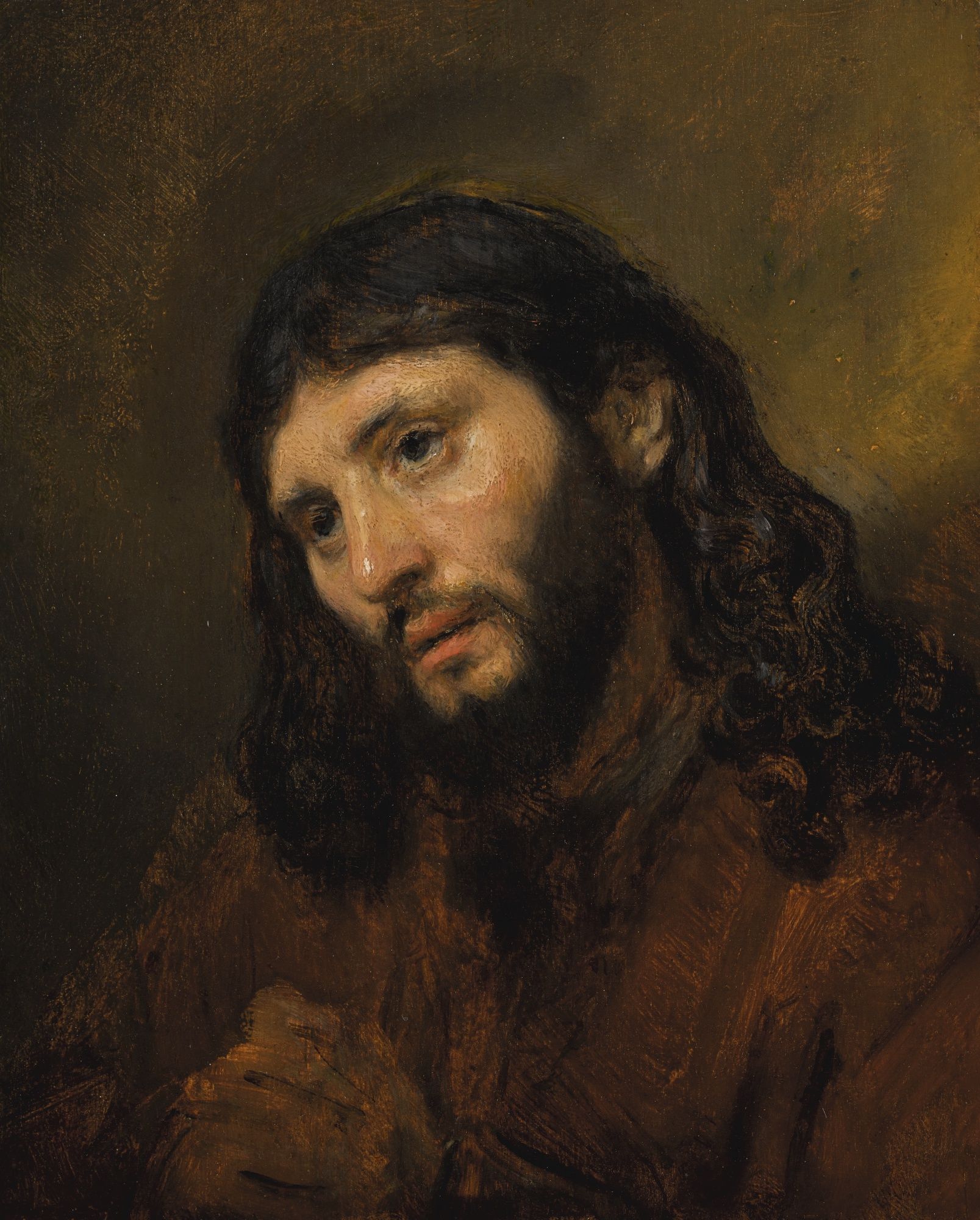
Приватна колекція
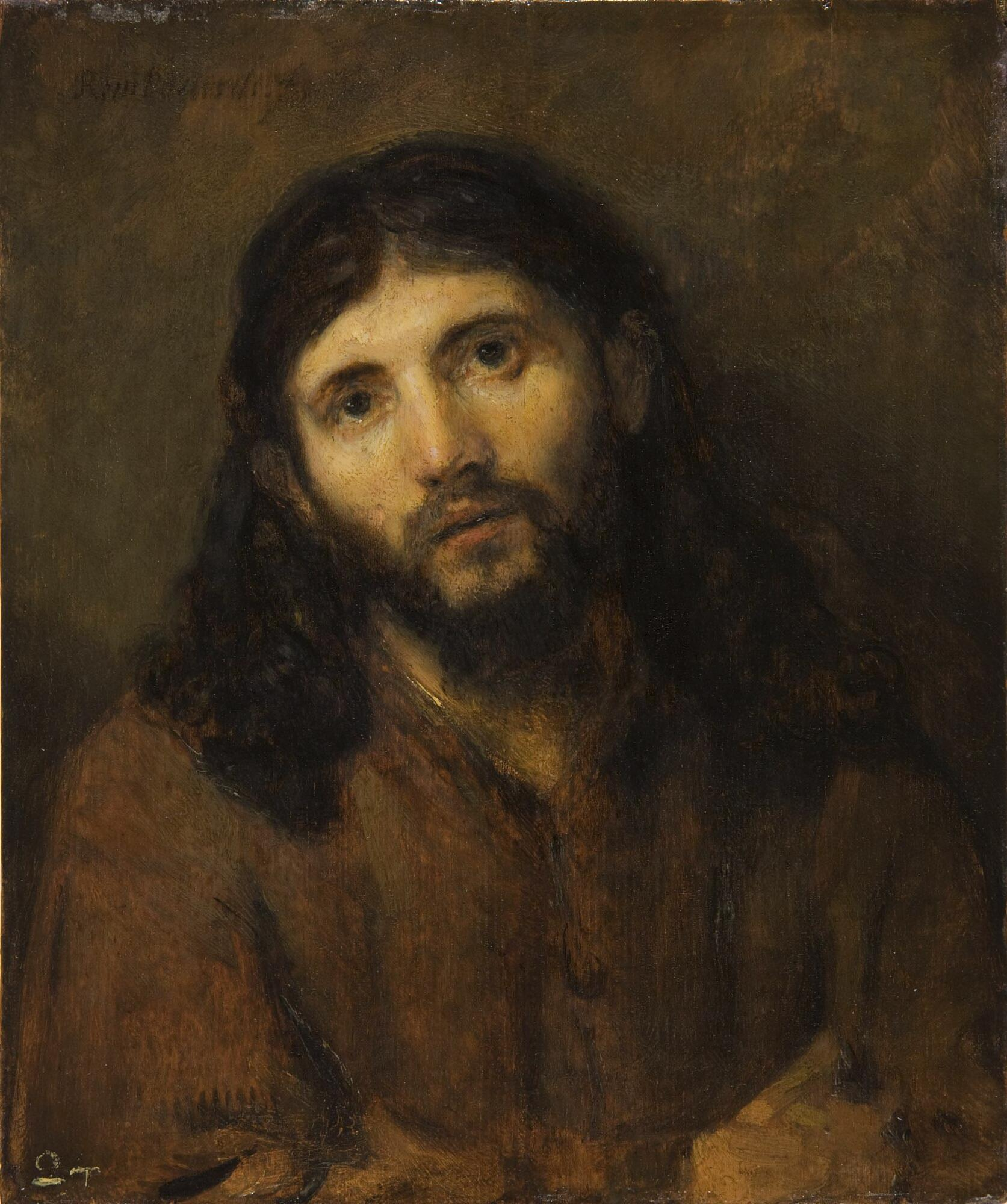
ДІА
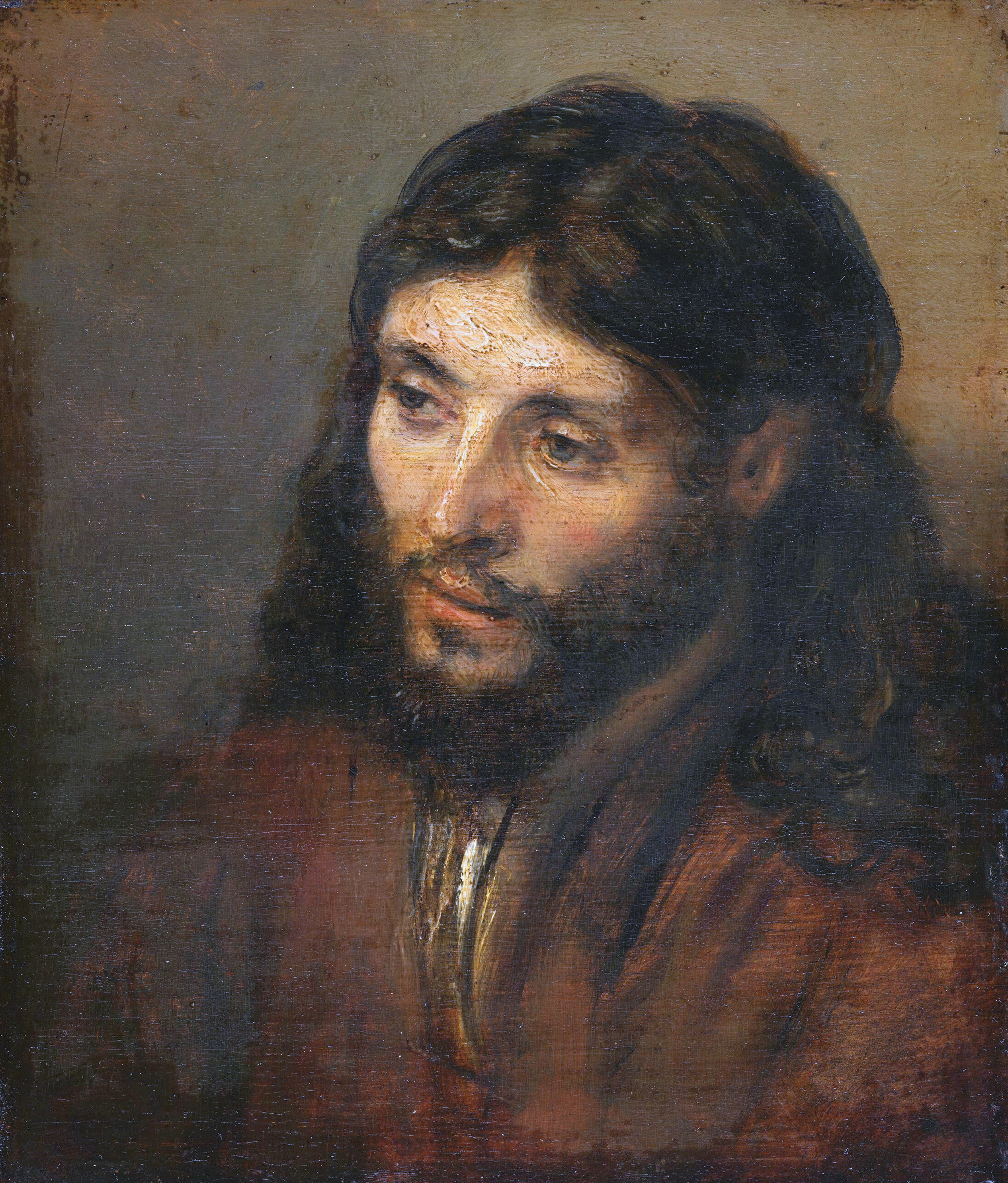
Берлін
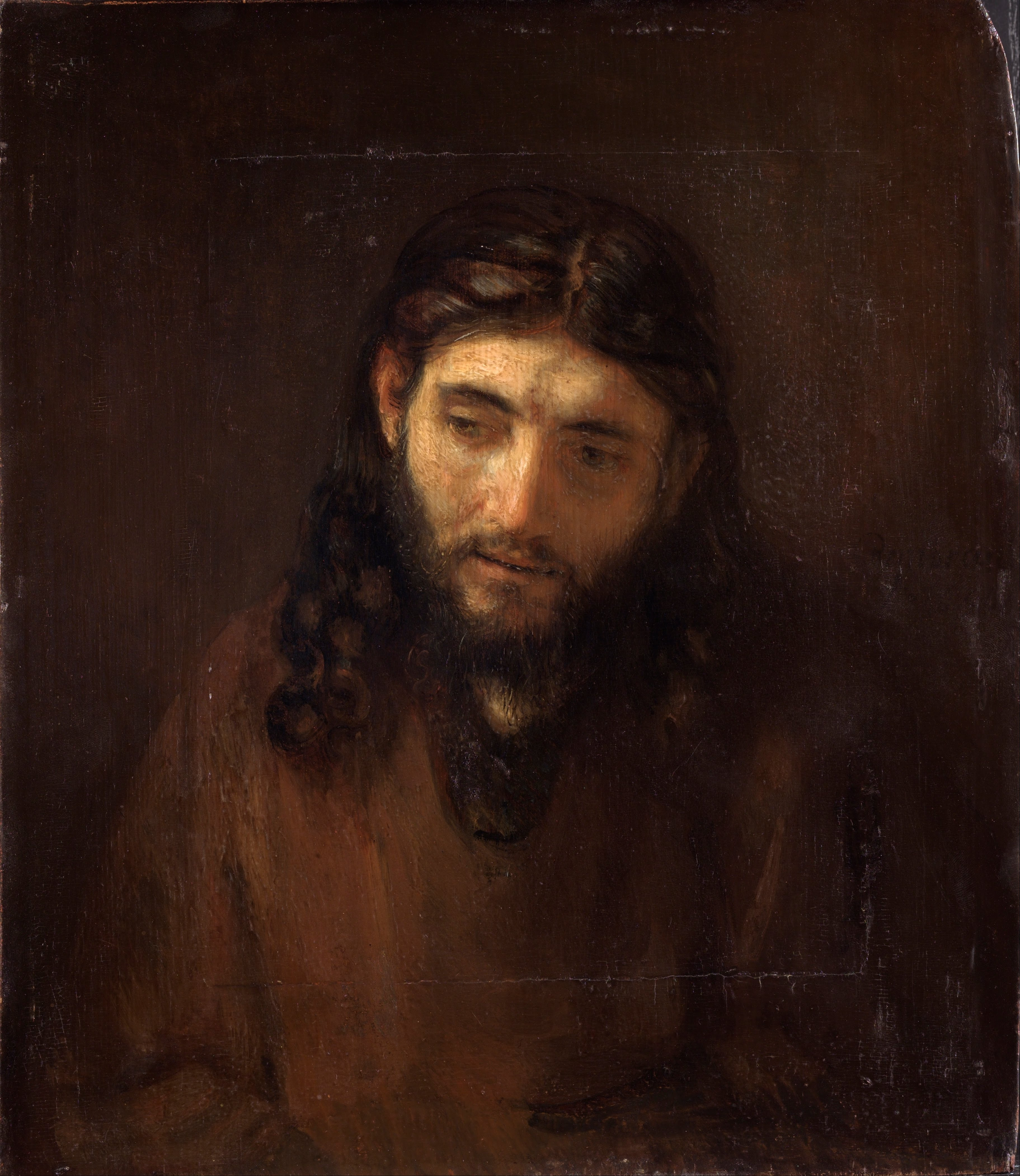
ПМА
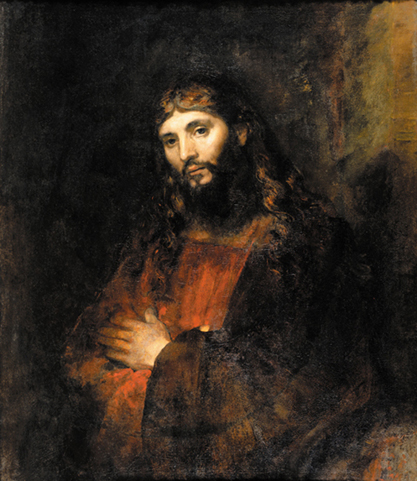
Колекція Гайда
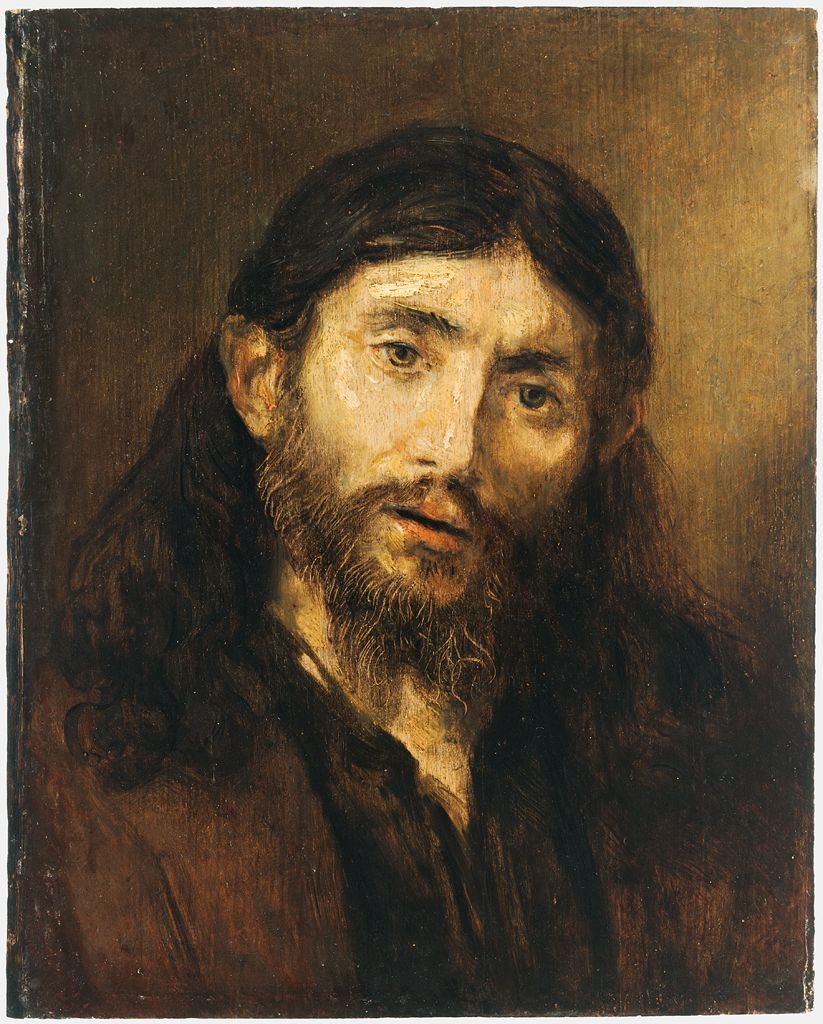
Фогг
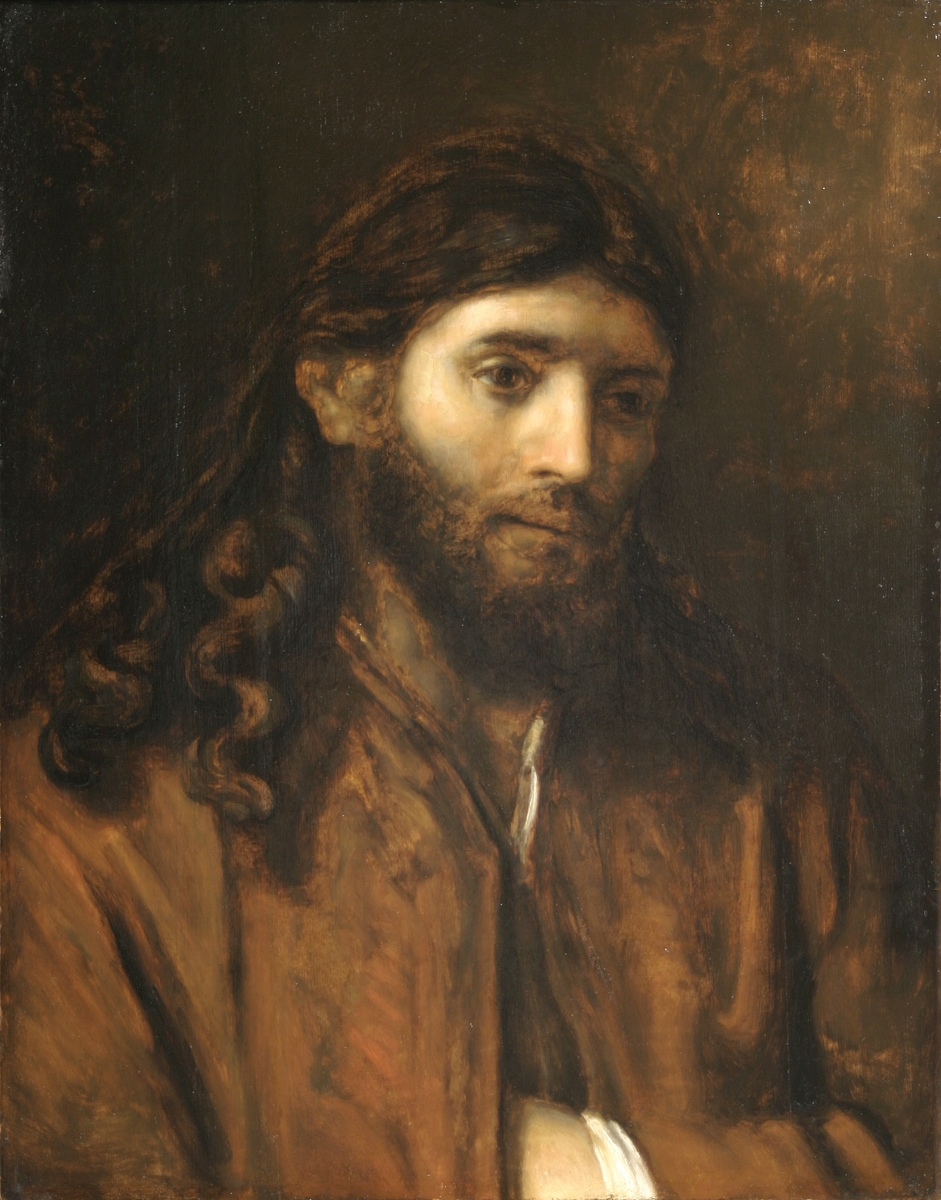
Університет Бригам Янг